# Éliane de Creus
Éliane de Creus, auch Hélène Creus (eigentlich Louise Emilie Mahieu, * 13. Juni 1905 in Levallois-Perret; † 2. April 1997 in Paris) war eine französische Schauspielerin und Sängerin (Sopran).

## Leben und Wirken
Èliane de Creus war die Tochter des Opern- und Operettensängers Eugène de Creus (1884–1952), mit dem sie auch in den späten 1930er-Jahren auf französischen Provinzbühnen auftrat.
Seit 1930 sang sie auch auf Schallplatten, zunächst mit Werken von Gabriel Diot. 1932 ging sie mit Maurice André ins Studio, um C'est un petit camarade aufzunehmen. Am 14. März 1933 entstanden im Duo mit Jean Sablon und begleitet von Michel Emer (Piano), Django Reinhardt (Gitarre), Max Elloy (Schlagzeug) Einspielungen der Operettenlieder „Il n'y en a deux comme moi“, „Parce que je vous aime“ und „Si j'aime Suzy“. Im Januar 1934 nahm sie mit Musikern um Michel Emer auf („La Rhuma da boum“, „Mon coeur a rencontre ton coeur“) 1935 nahm sie Lieder aus dem Stück La nuit est belle von Henri Goublier und Albert Sablons auf und aus dem Theaterstück Dix-neuf ans gemeinsam mit Charles Trenet und Johnny Hess Parce que je vous aime und weitere Lieder.
Als Schauspielerin wirkte de Creus, die mit dem Regisseur Max de Rieux (1898–1963) verheiratet war, in de Rieux’ Stummfilmen La grande amie (1927), J'ai l'noir ou Le suicide de Dranem (1929) sowie im Tonfilm L'amour en six jours (1934) von E. G. de Meyst und Georges Moussiaux mit. Auf dem Theater war sie bis 1943 aktiv.